# Bianca Jagger
Pour les articles homonymes, voir Jagger.
Bianca Jagger, née Bianca Perez-Mora y Macías le 2 mai 1945 à Managua, est une actrice, icône de la mode et avocate nicaraguayenne, auparavant mariée à Mick Jagger, chanteur des Rolling Stones. Elle a reçu de nombreux prix dont le prix Nobel alternatif en 2004.

## Biographie

### Jeunesse et études
Fille d'un commerçant en import-export aisé, Bianca Jagger bénéficie d'une éducation privilégiée jusqu'au divorce de ses parents en 1955. Elle est ensuite élevée par sa mère, femme au foyer, militante politique (opposante à Somoza), dont les idées ont influencé la vision du monde de Bianca lorsqu'elle était adolescente.
Les faibles revenus du foyer maternel suffisent à peine pour l'éducation de la fratrie, mais une bourse permet à Bianca d'entreprendre des études à l'Institut d'études politiques de Paris. Elle est auditrice libre au sein de l'établissement en 1963-1964. 
Fascinée par la philosophie orientale, en particulier par le mouvement non-violent lancé par Gandhi, Bianca Jagger voyage souvent en Inde.

### De 1965 à 1974
En septembre 1970, Bianca Jagger rencontre Mick Jagger lors d'une fête après un concert des Rolling Stones. Leur mariage est célébré le 12 mai 1971, à Saint-Tropez, alors qu'elle est enceinte de quatre mois. Bianca Jagger est la première épouse de Mick Jagger. Leur fille, Jade, naît le 21 octobre 1971 à Paris. Son mariage avec Mick Jagger fait d'elle une figure de premier plan de la jet-set des années 1970, mais également une personnalité sensible au droit des femmes.  Amie de l'artiste Andy Warhol, elle devient l'une des égéries de la célèbre discothèque new-yorkaise Studio 54. Le 24 décembre 1972, un tremblement de terre dévastateur au Nicaragua révèle l'engagement de Bianca Jagger en faveur des déshérités du monde. Elle lève des fonds pour venir en aide à ses compatriotes, avec l'aide de son mari.

### De 1975 à 1984

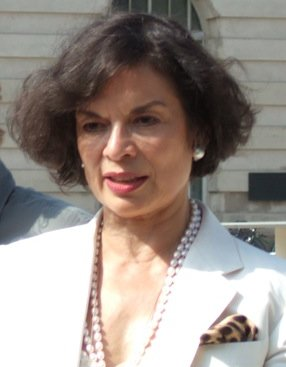
Bianca Jagger en 2006.

En mai 1978, Bianca Jagger demande le divorce au motif d'adultère de son mari avec Jerry Hall. Le divorce est prononcé en 1979. Bianca Jagger dira plus tard : « Mon mariage a pris fin le jour de mon mariage. » Après son divorce, elle garde son nom de femme mariée.

### De 1985 à 1995
Dans les années 1990, Bianca Jagger s'engage en politique, faisant campagne pour l'environnement ainsi qu'en faveur des droits de l'homme avec Amnesty International.

### De 1995 à 2004
En 2001, deux faits marquants dans la vie de Bianca Jagger :
- Elle effectue une visite en Zambie dans le cadre de la lutte contre le sida[5].
- Elle participe à une campagne visant à boycotter Esso en raison des positions de la firme sur le traité de Kyoto[5].

Le 16 décembre 2003 à la Maison de l'Europe à Paris, le Secrétaire Général nomme Bianca Jagger « Ambassadrice de bonne volonté du Conseil de l'Europe pour la lutte contre la peine de mort » en raison de la lutte qu'elle mène depuis longtemps et de façon convaincante  pour faire passer l'idée qu'un État civilisé ne doit pas donner la mort.

### De 2005 à 2010

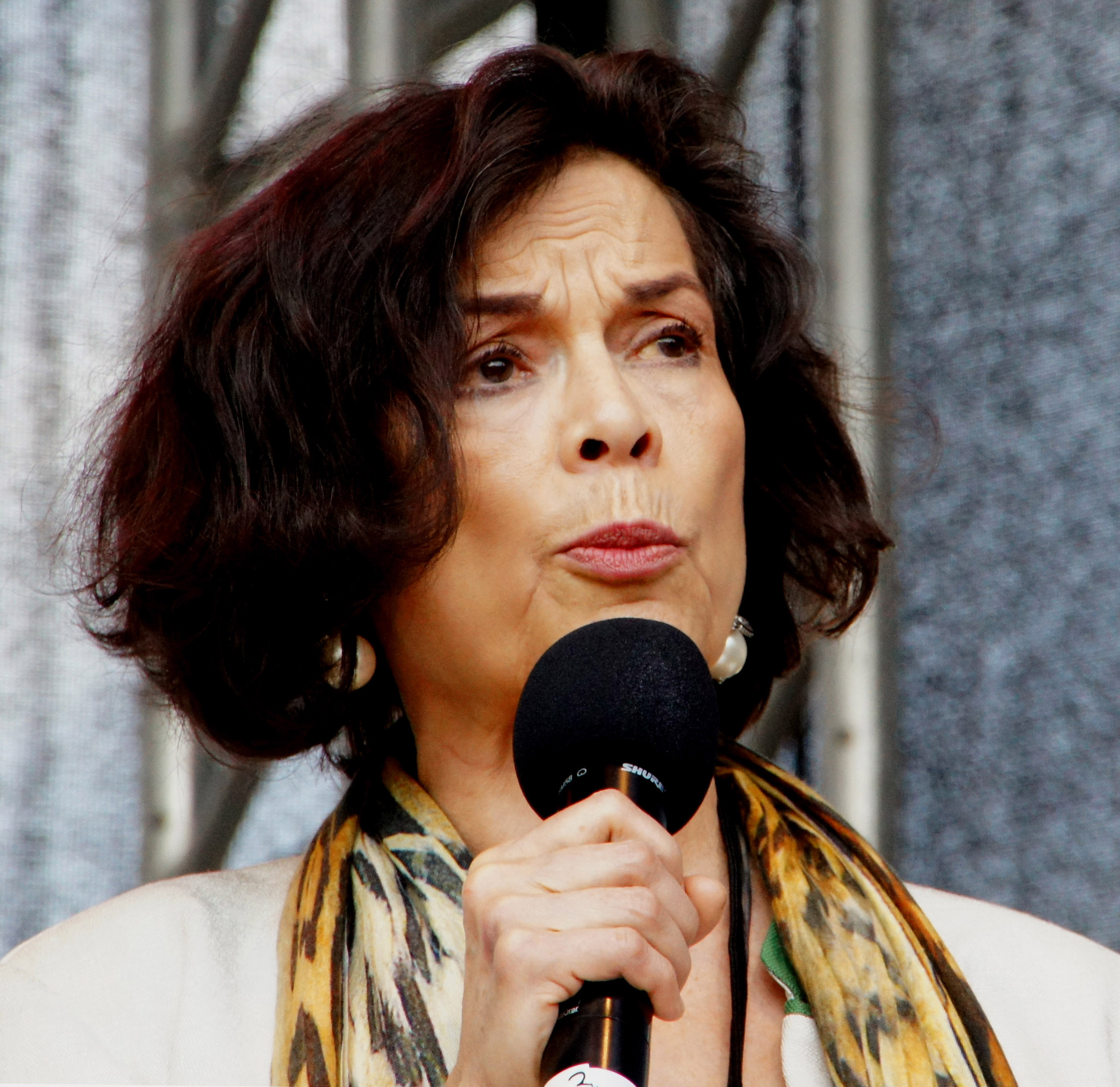
À l'occasion de la visite du dalaï-lama en Autriche, Bianca Jagger s'engage pour les droits de l'homme au Tibet en juin 2012.

Ambassadrice de bonne volonté du Conseil de l'Europe, Bianca Jagger lance un appel au président Barack Obama afin qu'il décrète un moratoire au niveau fédéral. Selon elle, 3 500 personnes attendent leur exécution dans les prisons américaines.

### Engagement
Bianca Jagger est connue pour son engagement en faveur des droits de l'homme et en particulier pour la lutte qu'elle mène contre la peine capitale et en faveur des droits des enfants :
- En 2005 Bianca Jagger crée la Bianca Jagger Human Rights Foundation pour porter son combat contre le « dictateur » Daniel Ortega [6].
- Elle participe à la manifestation du Soutien à la Journée mondiale et européenne contre la peine de mort, organisée le 10 octobre 2010 par Poster for tomorrow;
- elle est également membre d'honneur du Club de Budapest[7];
- à l'occasion de la visite du dalaï-lama en Autriche en juin 2012,  elle s'engage pour les droits humains au Tibet;
- en 2013, elle soutient publiquement le chef Raoni dans son combat contre le barrage de Belo Monte[8].

## Reconnaissances
Bianca Jagger a reçu de nombreux prix en raison de son engagement en faveur de diverses causes humanitaires :
- 1983 :  Doctorat honoraire en humanités par le StoneHill College (Massachusetts) pour son action en faveur des droits de l'homme.
- 1994 :  Prix de la Journée internationale de la terre des Nations unies pour ses efforts en faveur de la protection des peuplades indigènes d’Amérique latine et pour avoir fait cesser la destruction de la forêt tropicale au Nicaragua et au Honduras.
- 1996 :  Prix de l’action humanitaire de la Fédération Hispanique de la Ville de New York « pour son engagement courageux en faveur de la justice et des droits de l'homme dans le monde ».
- 1996 :  « Femme de l’année 1996 » par l’association caritative américaine Boys Town of Italy « pour son action résolue en faveur des droits des enfants dans toutes les régions du globe ».
- 1996 : Prix «Abolitionniste de l’année» par la Coalition nationale pour l’abolition de la peine de mort (États-Unis) pour « les efforts inlassables qu’elle a déployés et la détermination héroïque dont elle a fait preuve pour faire gracier Guinevere Garcia ».
- 1997 : Prix de la Planète verte de la Rainforest Alliance pour «son travail et ses résultats remarquables en matière de conservation de l’environnement au cours des dix dernières années».
- 1997 : Media Spotlight Award for Leadership d’Amnesty International/États-Unis pour « son action en faveur des droits de l'homme dans le monde et son travail de sensibilisation à la justice ».
- 1997 :  Bianca Jagger est entrée au Temple de la renommée de la Children’s Hospital Foundation de Miami pour avoir « défendu la cause des droits de l'homme et des enfants partout dans le monde ».
- 1998 :  Prix de l’Union américaine pour les libertés civiles pour « son dévouement passionné à la cause des droits de l'homme, à l’abolition de la peine capitale et à la promotion des droits civils ».
- 2000 : Prix «Champion of Justice» de la NACDN (association américaine d’avocats pénalistes) pour avoir été une défenseuse résolue et éloquente de l’abolition de la peine de mort aux États-Unis.
- 2004 : Prix Nobel alternatif, « pour son engagement dévoué et sa campagne en faveur des droits de l'homme, pour la justice sociale et la protection de l'environnement »[a 1].
- 2006 : World Citizenship Award from The Nuclear Age Peace Foundation
- 2006 : Office of the Americas Peace and Justice Award
- 2008 : Honorary Doctorate of Human Rights degree from Simmons College in Massachusetts

## Citation
« Beaucoup d'entre nous peuvent agir pour faire une différence. Nous sommes à un tournant dangereux de l'histoire. Nous devons défendre nos principes et valeurs, nos droits humains, les libertés civiles et la primauté du droit. Si nous ne le faisons pas, notre monde sombrera davantage dans le chaos. »

— Bianca Jagger, Discours d'acceptation du prix Nobel alternatif, le 9 décembre 2004

## Filmographie

### Longs métrages
- 1972 : Cocksucker Blues film-documentaire sur la tournée nord-américaine des Rolling Stones de Robert Frank
- 1978 : Couleur chair de François Weyergans
- 1978 : All You Need Is Cash de Eric Idle dans le rôle de Martini
- 1979 : The American Success Company de Larry Cohen dans le rôle de Corrine
- 1981 : L'Équipée du Cannonball de Hal Needham dans le rôle de la sœur du cheik
- 1984 : In Our Hands de Stan Warnow
- 1989 : Success de
- 1989 : C.H.U.D. 2 (C.H.U.D. II: Bud the C.H.U.D.) de David K. Irving dans le rôle de Velma
- 2001 : Last Party 2000 film-documentaire sur l'élection présidentielle de 2000 aux États-Unis de Rebecca Chaiklin et Donovan Leitch

### Séries télévisées
- 1985 : Deux flics à Miami (Miami Vice) de Michael Mann épisode : « Free Verse »
- 1985 : Tonnerre mécanique (Street Hawk) de  épisode : « The Unthinkable »
- 1986 : Hôtel de  épisode : « Separation »
- 1987 : Dynastie 2 : Les Colby (The Colbys) de  épisode : « Betrayal »

### Autres sources

#### Sites en français
- (fr) « Biographie de Bianca Jagger », in :Revue en ligne du, sur coe.int, Conseil de l'Europe, 2010 (consulté le 25 février 2010)
- (fr) « Le congrès contre la peine de mort veut un moratoire universel en 2015 », in :Revue en ligne de, sur 24heures.ch, 24 heures.ch, 2010 (consulté le 25 février 2010)

#### Sites étrangers
- (de) Carla S. Reissman, « Die Rocker-Braut wird 60 », in :Revue en ligne de, sur stern.de, Die Stern, 2005 (consulté le 23 février 2010)
- (en) Martha Smilgis, « A Rock 'n Roll Marriage », in : People Magazine, vol 7, N°17, sur people.com, 1977 (consulté le 21 février 2010)
- (en) « Bianca Jagger heads Aids campaign », in : Site de, sur news.bbc.co.uk, BBC news, 2001 (consulté le 21 février 2010)
- (en) Kurt Jacobsen, « A Conversation with Bianca Jagger, Human Rights Advocate », in : Site de, sur logosjournal.com, Logos, 2003 (consulté le 21 février 2010)
- (en) « Past winners of the Human Rights Awards », in : Site de, sur internationalservice.org.uk, internationalservice, 2004 (consulté le 21 février 2010)
- (en) « Spotlight on Simmons », in : Site de, sur simmons.edu, Simmons College, 2008 (consulté le 21 février 2010)
- (en) « Filmographie de Bianca Jagger », in : Site de, sur imdb.com, The Internet Movies Database, 2010 (consulté le 21 février 2010)